# Mühlberg (krigsfangelejr)
Stalag IV-B var en krigsfangelejr 8 km norøst for byen Mühlberg i den prøjsiske provins Sachsen knap 50 km nord for Dresden. Lejren var en del af det tyske stalag-system. Området er i dag en del af Brandenburg. 
Danske politifolk blev den 18. december 1944 flyttet dertil fra Buchenwald.

## Eksterne links
- Wikimedia Commons har flere filer relateret til Mühlberg (krigsfangelejr)
- www.lager-muehlberg.org

51°27′00″N 13°16′55″Ø / 51.4499°N 13.2819°Ø